# 編碼簿
每一個影像向量，X，與一組代表性樣本或碼向量（Codevectors），{\displaystyle {\hat {X}}_{i},i={1,2,\ldots ,N_{c}}}，作比對的工作。這些碼向量共同組成的即為編碼簿（Codebook）。

## 概要
編碼簿的產生，一般是從將要壓縮的影像集中選出幾張具有代表性的影像作為訓練集（Training set），然後以此訓練集作出編碼簿。這個方法的好處是沒有必要知道關於這些影像之統計資料或相關資訊。

### 區域編碼簿
一般而言，要編碼某一張特定的影像，最佳化的編碼簿應為使用這張影像本身為訓練集所產生的，此種編碼簿稱為區域編碼簿（Local codebook）。
使用區域編碼簿通常會有相當好的壓縮效率，這是因為該影像所特有之影像特徵（如線、邊等等）都會被自己的區域編碼簿所充分地考慮進去，因而都找得到足以代表的碼向量。
然而，區域編碼簿會有兩大缺點：首先，每編碼一張影像就得產生它所獨用的編碼簿，這是相當費時的工作，也會讓即時處理變的不可能；其次，區域編碼也得送出給接收端，這個額外的資料量會大大地降低壓縮效率。

### 通用編碼簿
要解決區域編碼所帶來的問題，可以使用多張具代表性的影像作為訓練集，並產生通用編碼簿（Global codebook）。
如果要編碼的影像屬於同一類（就解析度、影像特色、詳細內容等等而言），全體編碼也將導致很好的效果；反之，如果要編碼的影像有很大的不同，通用編碼簿的效率可能就會遠遠不如區域編碼，尤其是如果所選用的訓練集又很小的情況下。 